# ポチ型コルベット
ポチ型コルベット（Poti class corvette）とは、ソ連海軍の小型対潜艦である。"ポチ型コルベット"はNATOコードネームであり、ソ連/ロシアにおける正式名称は204号計画型小型対潜艦（Малые противолодочные корабли проекта 204）である。

## 概要
ポチ型コルベットは、ソ連海軍の艦艇としては初めてガスタービンエンジンを搭載した艦艇であり、対潜兵装も初期型はRBU-2500を搭載していたが、後には新型のRBU-6000を2基装備するなど、先進的なものを備えていた。
しかし、対空・対水上兵装はマスト後方に装備されたAK-725 連装57mm砲1基のみで、艦対空ミサイルやCIWSを装備していないため航空機や対艦ミサイル攻撃には非常に脆弱であり、防空能力に問題があった。さらには過小な船体が災いして対空ミサイルの追加装備がままならなかったため、後には対空ミサイルを装備した1124型小型対潜艦や1241.2型小型対潜艦にとってかわられた。
ポチ型コルベットは1960年から1968年にかけて66隻（ケルチ造船所：24隻、ゼレノドリスク造船所：31隻、ハバロフスク造船所：11隻）が建造された。
ソ連海軍では1980年代後半に退役したが、ブルガリア海軍に6隻、ルーマニア海軍に3隻が引き渡されている。